# Eleonore Schwarz
Eleonore Schwarz (1936 en Viena) es una cantante austriaca. En los años 1960s y 1970s, se desempeñó como cantante de ópera en Ópera Popular de Viena.

## Eurovisión 1962
En 1962, ella representó a Austria en el Festival de Eurovisión celebrado en Luxemburgo, donde interpretó la canción "Nur in der Wiener Luft" ("Sólo en el viento vienés"), pero no recibió ningún punto por lo que se posicionó en el último lugar, junto con Bélgica, España y los Países Bajos. La música fue compuesta por Bruno Uher, y fue escrita sobre la belleza de la capital austriaca, incluyendo la Ópera Estatal de Viena, la Catedral de San Esteban de Viena, entre otros lugares importantes. Más tarde, la canción fue lanzada como sencillo y obtuvo un éxito moderado.